# نجمة بحر قصفة سوداء شائعة
نجمة البحر القصِفَة السوداء الشائِعة (الاسم العلمي Ophiocomina nigra) هو نوع من لافقاريات من رتبة Ophiocomina.
هذه الكائنات قريبةٌ جدًا من نجوم البحر، لكنها تمتلك أذرعًا أطول بكثير ترتبط بأسطوانةٍ
مركزية صغيرة. تكيّفت هذه النجوم، بشكل خاص للعيش في صدوع الصخور أو الشعاب المرجانية،
حيث تتغذى ببقايا الحيوانات أو تلتقط الطعام من الرُّسابة. وتميلُ هذه الكائينات
إلى الاختباء في النهار، والخروج في الليل لتأكُل. وهي تتحرك في الماء بتموج أذرعها كالحية.
ونتنشر في المحيط الأطلسي الشرقي والبحر الأبيض المتوسط وبحر الشمال.